# Kin Ping Meh (1971)
Kin Ping Meh is het debuutalbum van de Duitse rockband Kin Ping Meh, dat in 1971 door Polydor werd uitgegeven. Frank Dostal en Achim Reichel (beiden van The Rattles) produceerden het album. De band nam de muziek op in de studio Windrose Dumont Time in Hamburg. Het album werd vervolgens gemixt in de Star Studio met Conny Plank als geluidstechnicus. De uitgave werd voorafgegaan door de singles "Everything's My Way" (1970) en "Every Day" (1971). In 1972 werd de single "Too Many People" met op de B-kant "My Dove" uitgegeven. Deze drie singles stonden als bonus op een heruitgave uit 1998.

## Tracklist
| Nr. | Titel          | Schrijver(s)                         | Duur  |
| --- | -------------- | ------------------------------------ | ----- |
| 1.  | Fairy-Tales    | Willie Wagner                        | 10:47 |
| 2.  | Sometime       | Frieder Schmitt, Kalle Weber, Wagner | 5:44  |
| 3.  | Don't You Know | Torsten Herzog                       | 7:24  |

| Nr. | Titel           | Schrijver(s)          | Duur |
| --- | --------------- | --------------------- | ---- |
| 4.  | Too Many People | Werner Stephan, Weber | 4:58 |
| 5.  | Drugson's Trip  | Michael Gassenmaier   | 5:53 |
| 6.  | My Dove         | Schmitt, Weber        | 3:34 |
| 7.  | Everything      | Weber                 | 5:10 |
| 8.  | My Future       | Herzog, Wagner        | 2:42 |

| Nr. | Titel               | Schrijver(s)            | Duur |
| --- | ------------------- | ----------------------- | ---- |
| 9.  | Everything's My Way | Stephan                 | 3:18 |
| 10. | Woman               | Joachim Schäfer, Herzog | 4:08 |
| 11. | Every Day           | Schäfer, Weber          | 4:15 |
| 12. | Alexandra           | Schäfer, Weber          | 2:38 |

## Bezetting
- Torsten Herzog - basgitaar, zang
- Kalle Weber - drums, percussie
- Willie Wagner - gitaar, zang, mondharmonica
- Werner Stephan - zang, akoestische gitaar, percussie
- Frieder Schmitt - orgel, (elektrische) piano, mellotron 400, zang
- Conny Plank - geluidstechnicus